# Richard Abena
Richard Abena (ur. 25 maja 1960) – kameruński piłkarz grający na pozycji obrońcy. W swojej karierze rozegrał 7 meczów w reprezentacji Kamerunu.

## Kariera klubowa
W swojej karierze piłkarskiej Abena grał w klubie Canon Jaunde.

## Kariera reprezentacyjna
W reprezentacji Kamerunu Abena zadebiutował 1 sierpnia 1987 roku w wygranym 3:0 grupowym meczu Igrzysk Afrykańskich 1987 z Madagaskarem, rozegranym w Kasarani. Wraz z Kamerunem zajął 4. miejsce w tym turnieju. W 1988 roku został powołany do kadry na Puchar Narodów Afryki 1988. Na tym turnieju rozegrał dwa mecze: półfinałowy z Marokiem (1:0) i w finale z Nigerią (1:0). Z Kamerunem został mistrzem Afryki. W kadrze narodowej od 1987 do 1988 wystąpił 7 razy.